# Néstor Guillén

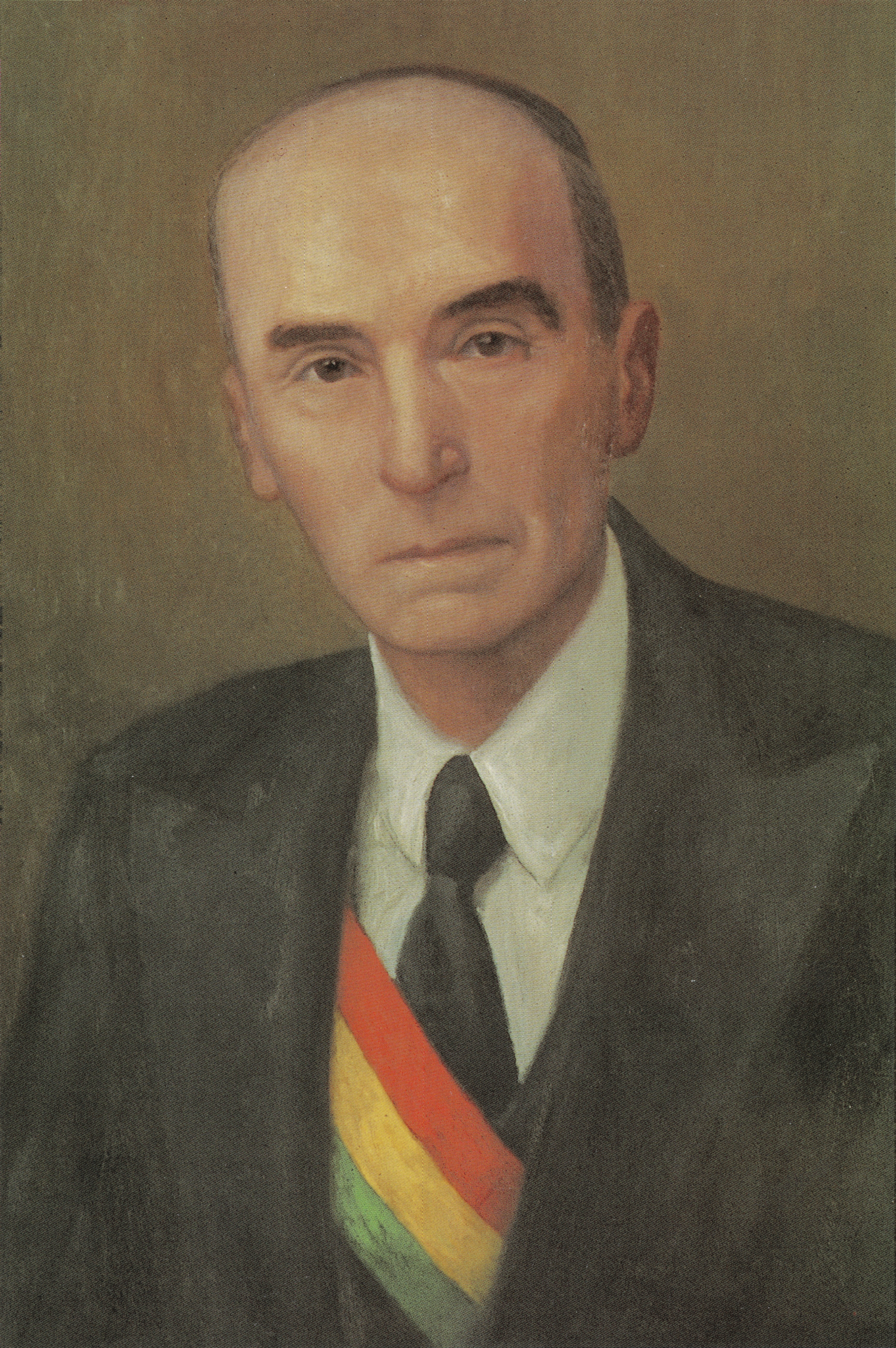
Néstor Guillén (1946)

Néstor Guillén Olmos (* 28. Januar 1890 in La Paz; † 12. März 1966) war ein bolivianischer Politiker.

## Leben
Nach einem Jurastudium im College Mayor de San Andrés und einer juristischen Tätigkeit war er von 1924 bis 1927 und 1930–1931 Stadtrat in La Paz. Im Jahre 1937 wurde er als Mitglied des Obersten Gerichtshofes von La Paz berufen.

## Karriere
Der parteilose Néstor Guillén Olmos war für 27 Tage vom 24. Juli 1946 bis zum 15. August 1946 Präsident der provisorischen Regierung von Bolivien, nachdem sein Vorgänger Gualberto Villarroel López ermordet worden war. Sein Nachfolger wurde Tomás Monje Gutiérrez.